# دوري البطولة الإنجليزية 1955
دوري البطولة الإنجليزية 1955 (بالفنلندية: Jalkapallon Mestaruussarjan kausi 1955) هو الموسم 46 من دوري البطولة الإنجليزية ‏. أشرف على تنظيمه اتحاد فنلندا لكرة القدم، وكان عدد الأندية المشاركة فيه 10، وفاز فيه نادي كيفين لكرة القدم ‏.